# Christofer Rambergh
Christofer Rambergh (Kristoffer Ramberg) var en svensk dekorationsmålare verksam under 1600-talets senare hälft.
Rambergh fick 1672 i uppdrag att som prov dekorationsmåla två rum på den översta våningen i Skoklosters slott, arbetet föll väl ut och Rambergh fick därefter uppdraget att dekorationsmåla hela tredje våningen som höll honom sysselsatt fram till 1675. Mycket av hans arbete förstördes vid en brand och genom en restaurering på 1830-talet. De arbeten som har bevarats återfinns i tornrummet och några av norra längans rum på tredje våningen. Målningarna består av stiliserade draperimotiv, blomomvirade kolonner, frukter och blommor. Man antar att han även utförde dekorationsmålningar i den nu försvunna slottskyrkan i Jönköping.  